# Tocha dos Jogos Pan-Americanos de 2007

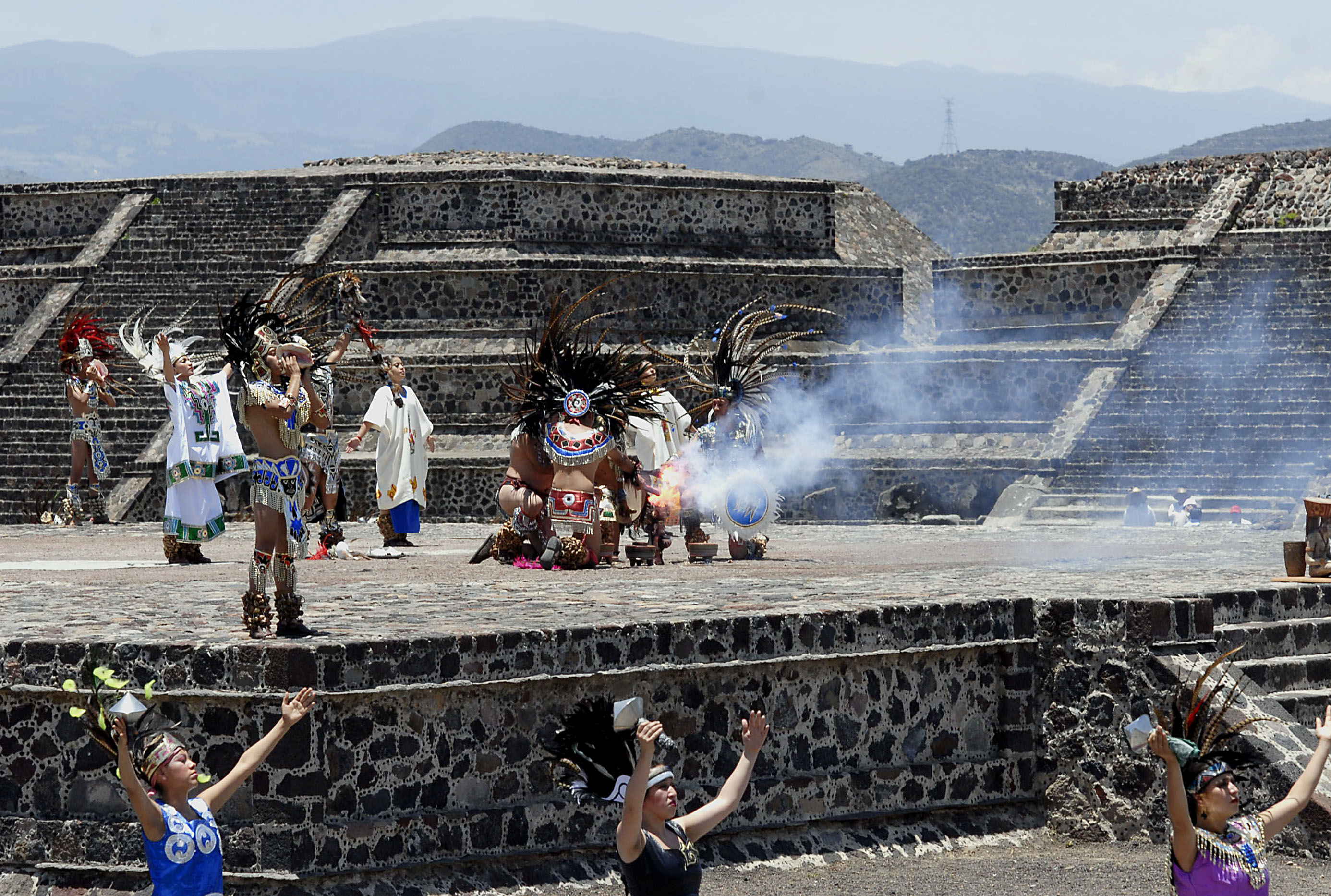
A tocha pan-americana foi acesa no México.

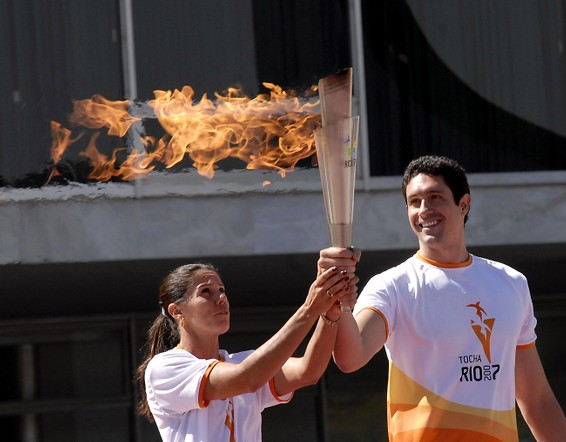
A tocha pan-americana dos Jogos Pan-americanos de 2007

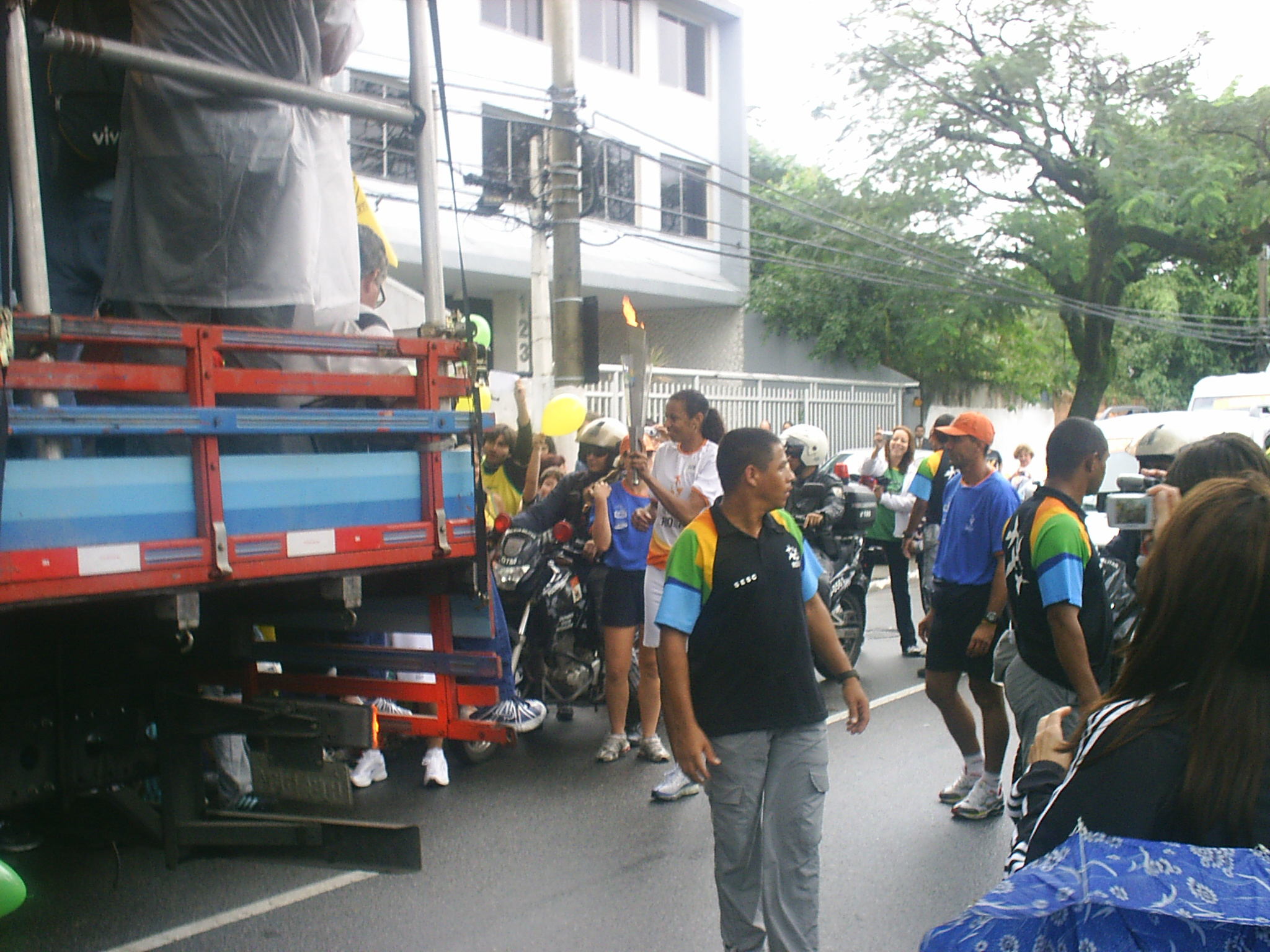
Valeska Menezes, da seleção brasileira de Voleibol, conduz a tocha.

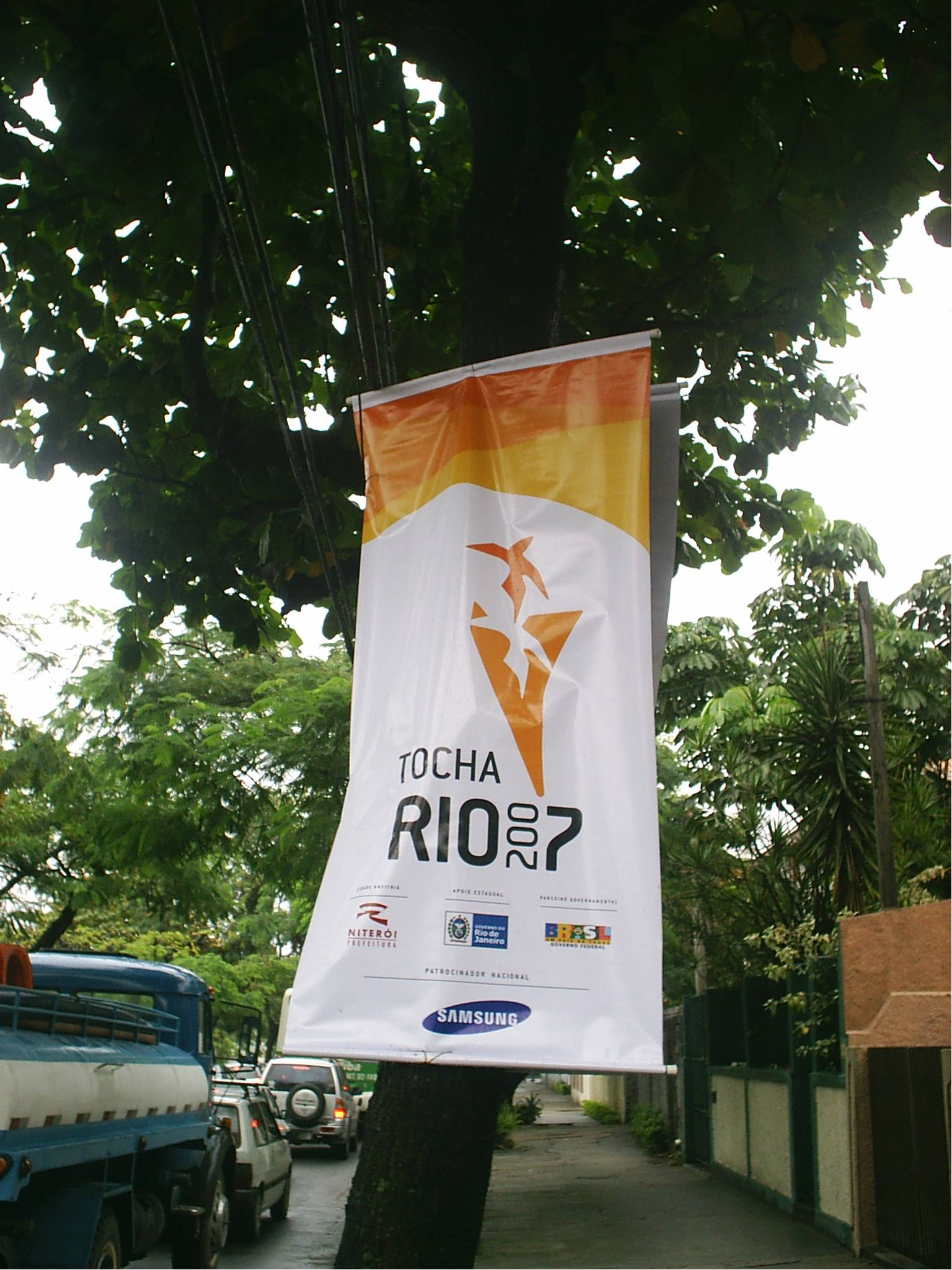
Faixa fixada no trajeto da tocha na cidade de Niterói, Rio de Janeiro.

Seguindo a tradição olímpica do acendimento da tocha, o Comitê Organizador dos Jogos Pan-americanos de 2007 no Rio (CO-RIO) manteve a tradição na competição das Américas. A tocha foi acesa em Teotihuacán, no México, em 4 de junho, e seguiu diretamente para o Brasil, onde chegou ao aeroporto de Porto Seguro e teve como primeira escala a cidade de Santa Cruz Cabrália, na Bahia.
Ao concluir seu percurso, a tocha pan-americana passou por outras 51 cidades, entre elas as 26 capitais estaduais e Brasília, capital do país, além de locais com representatividade histórica e cultural.
Abaixo a lista de cidades brasileiras que receberam a visita da tocha:
1. Santa Cruz Cabrália, Bahia ( Bahamas)
2. Porto Seguro, Bahia ( Bahamas)
3. Goiânia, Goiás ( República Dominicana)
4. Ouro Preto, Minas Gerais ( São Vicente e Granadinas)
5. Belo Horizonte, Minas Gerais ( Canadá)
6. Vitória, Espírito Santo ( Costa Rica)
7. Salvador, Bahia ( Cuba)
8. Canindé de São Francisco, Sergipe ( Antilhas Holandesas)
9. Aracaju, Sergipe ( Antilhas Holandesas)
10. Brasília, Distrito Federal ( México)
11. Recife, Pernambuco ( Venezuela)
12. Maceió, Alagoas ( Barbados)
13. João Pessoa, Paraíba ( Guatemala)
14. Fernando de Noronha, Pernambuco ( Ilhas Caimã)
15. Natal, Rio Grande do Norte ( Equador)
16. Fortaleza, Ceará ( Argentina)
17. Teresina, Piauí ( Antilhas Holandesas)
18. Palmas, Tocantins ( Bermudas)
19. São Luís, Maranhão ( Jamaica)
20. Belém, Pará ( Colômbia)
21. Macapá, Amapá ( Suriname)
22. Boa Vista, Roraima ( Guiana)
23. Manaus, Amazonas ( Aruba)
24. Rio Branco, Acre ( Bolívia)
25. Porto Velho, Rondônia ( Belize)
26. Cuiabá, Mato Grosso ( Nicarágua)
27. Campo Novo do Parecis, Mato Grosso
28. Campo Grande, Mato Grosso do Sul ( Dominica)
29. Porto Alegre, Rio Grande do Sul ( Uruguai)
30. Foz do Iguaçu, Paraná ( Paraguai)
31. Florianópolis, Santa Catarina ( Porto Rico)
32. Blumenau, Santa Catarina ( Trinidad e Tobago)
33. Balneário Camboriú, Santa Catarina ( El Salvador)
34. Curitiba, Paraná ( Chile)
35. Guarulhos, São Paulo ( Granada)
36. Santos, São Paulo ( Honduras)
37. Americana, São Paulo ( Haiti)
38. Campinas, São Paulo ( Haiti)
39. São Paulo, São Paulo ( Estados Unidos)
40. Campinho da Independência, Rio de Janeiro ( Ilhas Virgens Britânicas)
41. Paraty, Rio de Janeiro ( Ilhas Virgens Britânicas)
42. Angra dos Reis, Rio de Janeiro ( Panamá)
43. Nova Iguaçu, Rio de Janeiro ( Panamá)
44. Duque de Caxias, Rio de Janeiro ( Panamá)
45. Petrópolis, Rio de Janeiro ( São Cristóvão e Neves)
46. Macaé, Rio de Janeiro ( Santa Lúcia)
47. Rio das Ostras, Rio de Janeiro ( Santa Lúcia)
48. Armação dos Búzios, Rio de Janeiro ( Santa Lúcia)
49. Niterói, Rio de Janeiro ( Peru)
50. Rio de Janeiro, Rio de Janeiro ( Brasil)

Cada uma das cidades-anfitriãs representou um dos 42 países participantes dos Jogos Pan-americanos.  Cada cidade foi responsável por indicar os condutores da tocha, seguindo critérios estabelecidos pelo CO-Rio, segundo os quais cada selecionado percorreria um trecho de 400 metros. Cerca de 500 tochas foram produzidas nos Estados Unidos.
O final do revezamento ocorreu no dia 13 de julho no Rio de Janeiro, durante a Cerimônia de Abertura dos Jogos.